# Elecciones para gobernador de Nueva Jersey de 2021
Las elecciones para gobernador de Nueva Jersey se llevaron a cabo el 2 de noviembre de 2021. El gobernador demócrata en ejercicio, Phil Murphy, quien fue elegido en 2017 con el 56% de los votos, era elegible para la reelección. Declaró que buscaría un segundo mandato, presentando oficialmente su candidatura el 1 de octubre de 2020.
Murphy lideró las encuestas antes de las elecciones y muchos medios de comunicación lo consideraron un control demócrata seguro. Sin embargo, Murphy derrotó a Ciattarelli por un margen mucho menor de lo esperado.

## Primarias demócratas

### Candidatos

#### Declarado
- Phil Murphy, Gobernador titular[1]

### Resultados

Resultado de las elecciones por condado:
60–70%
50–60%
40–50%
<40%

| Resultados de las primarias demócratas | Resultados de las primarias demócratas | Resultados de las primarias demócratas | Resultados de las primarias demócratas | Resultados de las primarias demócratas | Resultados de las primarias demócratas |
| Partido                                | Partido                                | Candidato/a                            | Votos                                  | %                                      |                                        |
| -------------------------------------- | -------------------------------------- | -------------------------------------- | -------------------------------------- | -------------------------------------- | -------------------------------------- |
|                                        | Demócrata                              | Phil Murphy (titular)                  | 382,984                                | 100.0%                                 |                                        |
| Total                                  | Total                                  | Total                                  | 382,984                                | 100.0%                                 |                                        |

## Primarias republicanas

### Candidatos

#### Declarado
- Jack Ciattarelli, exmiembro de la Asamblea General de Nueva Jersey[2]
- Brian Levine
- Phil Rizzo, pastor
- Hirsh Singh, empresario

### Debates
| N.º | Fecha              | Anfitrión | Presentador | Participantes    | Participantes | Participantes | Participantes |
| N.º | Fecha              | Anfitrión | Presentador | Jack Ciattarelli | Brian Levine  | Phil Rizzo    | Hirsh Singh   |
| --- | ------------------ | --------- | ----------- | ---------------- | ------------- | ------------- | ------------- |
| 1   | 25 de mayo de 2021 | WKXW      | Eric Scott  | P                | N             | N             | P             |

### Encuestas
| Fuente de la encuesta                                                         | Fecha(s) de realización | Tamaño de muestra | Margen de error | Jack Ciattarelli | Brian Levine | Phil Rizzo | Hirsh Singh | Indecisos |
| ----------------------------------------------------------------------------- | ----------------------- | ----------------- | --------------- | ---------------- | ------------ | ---------- | ----------- | --------- |
| Public Policy Polling (D) Archivado el 31 de mayo de 2021 en Wayback Machine. | 24-25 de mayo de 2021   | 591 (LV)          | ± 4.1%          | 29%              | 2%           | 8%         | 23%         | 38%       |
| Brad Parscale (R)                                                             | 16-21 de abril de 2021  | 1200 (LV)         | ± 3%            | 20%              | 3%           | 10%        | 22%         | —         |

### Resultados
| Resultados de las primarias republicanas | Resultados de las primarias republicanas | Resultados de las primarias republicanas | Resultados de las primarias republicanas | Resultados de las primarias republicanas | Resultados de las primarias republicanas |
| Partido                                  | Partido                                  | Candidato/a                              | Votos                                    | %                                        |                                          |
| ---------------------------------------- | ---------------------------------------- | ---------------------------------------- | ---------------------------------------- | ---------------------------------------- | ---------------------------------------- |
|                                          | Republicano                              | Jack Ciattarelli                         | 167,690                                  | 49.46%                                   |                                          |
|                                          | Republicano                              | Phil Rizzo                               | 87,007                                   | 25.66%                                   |                                          |
|                                          | Republicano                              | Hirsh Singh                              | 73,155                                   | 21.58%                                   |                                          |
|                                          | Republicano                              | Brian Levine                             | 11,181                                   | 3.30%                                    |                                          |
| Total                                    | Total                                    | Total                                    | 339,033                                  | 100.0%                                   |                                          |

## Elección general

### Predicciones
| Fuente                | Clasificación | Desde                  |
| --------------------- | ------------- | ---------------------- |
| Cook Political Report | Sólido        | 5 de octubre de 2021   |
| Inside Elections      | Sólido        | 1 de noviembre de 2021 |
| Sabato's Crystal Ball | Probable      | 1 de noviembre de 2021 |

### Encuestas
Resumen gráfico 
| Fuente de la encuesta                                                                  | Fecha(s) de realización                | Tamaño de muestra | Margen de error | Phil Murphy (D) | Jack Ciattarelli (R) | Otro Indecisos |
| -------------------------------------------------------------------------------------- | -------------------------------------- | ----------------- | --------------- | --------------- | -------------------- | -------------- |
| Research Co.                                                                           | 31 de octubre - 1 de noviembre de 2021 | 450 (LV)          | ± 4.6%          | 50%             | 44%                  | 6%             |
| The Trafalgar Group (R)                                                                | 29-31 de octubre de 2021               | 1,085 (LV)        | ± 3.0%          | 49%             | 45%                  | 5%             |
| Fairleigh Dickinson University Archivado el 2 de noviembre de 2021 en Wayback Machine. | 23-28 de octubre de 2021               | 823 (RV)          | ± 3.4%          | 53%             | 44%                  | 3%             |
| Rutgers-Eagleton                                                                       | 21-27 de octubre de 2021               | 901 (RV)          | ± 4.1%          | 50%             | 42%                  | 8%             |
| Stockton University                                                                    | 17-26 de octubre de 2021               | 522 (LV)          | ± 4.3%          | 50%             | 41%                  | 9%             |
| Stockton University                                                                    | 17-25 de septiembre de 2021            | 552 (LV)          | ± 4.1%          | 50%             | 41%                  | 9%             |
| Monmouth University                                                                    | 16-20 de septiembre de 2021            | 804 (RV)          | ± 3.5%          | 51%             | 38%                  | 12%            |
| National Research Inc. (R)                                                             | 13-16 de septiembre de 2021            | 600 (LV)          | ± 4.0%          | 45%             | 42%                  | 10%            |
| Fabrizio Lee (R)                                                                       | 24-29 de agosto de 2021                | 600 (LV)          | ± 4.0%          | 43%             | 41%                  | 14%            |
| Fabrizio Lee (R)                                                                       | 24-29 de agosto de 2021                | 600 (LV)          | ± 4.0%          | 46%             | 45%                  | 9%             |
| Monmouth University                                                                    | 11-16 de agosto de 2021                | 810 (RV)          | ± 3.5%          | 52%             | 36%                  | 12%            |
| Fairleigh Dickinson University                                                         | 9-16 de junio de 2021                  | 803 (RV)          | ± 3.9%          | 48%             | 33%                  | 19%            |
| Rutgers-Eagleton                                                                       | 21-29 de mayo de 2021                  | 493 (A)           | ± 5.4%          | 52%             | 24%                  | 25%            |
| Rutgers-Eagleton                                                                       | 21-29 de mayo de 2021                  | 467 (RV)          | ± 5.6%          | 52%             | 26%                  | 21%            |
| Change Research (D)                                                                    | 15-20 de mayo de 2021                  | 1,215 (A)         | ± 3.9%          | 47%             | 36%                  | 17%            |

### Resultados
| Elecciones para gobernador de Nueva Jersey de 2021 | Elecciones para gobernador de Nueva Jersey de 2021 | Elecciones para gobernador de Nueva Jersey de 2021 | Elecciones para gobernador de Nueva Jersey de 2021 | Elecciones para gobernador de Nueva Jersey de 2021 | Elecciones para gobernador de Nueva Jersey de 2021 | Elecciones para gobernador de Nueva Jersey de 2021 |
| Partido                                            | Partido                                            | Candidato/a                                        | Votos                                              | %                                                  | ±%                                                 |                                                    |
| -------------------------------------------------- | -------------------------------------------------- | -------------------------------------------------- | -------------------------------------------------- | -------------------------------------------------- | -------------------------------------------------- | -------------------------------------------------- |
|                                                    | Demócrata                                          | Phil Murphy (titular)                              | 1,339,471                                          | 51.22                                              | -4.81                                              |                                                    |
|                                                    | Republicano                                        | Jack Ciattarelli                                   | 1,255,185                                          | 48.00                                              | +6.11                                              |                                                    |
|                                                    | Verde                                              | Madelyn R. Hoffman                                 | 8,450                                              | 0.32                                               | -0.15                                              |                                                    |
|                                                    | Libertario                                         | Greg Mele                                          | 7,768                                              | 0.30                                               | -0.19                                              |                                                    |
| Total                                              | Total                                              | Total                                              | 2,614,886                                          | 100.0%                                             | N/A                                                |                                                    |
|                                                    | Control Demócrata                                  |                                                    |                                                    |                                                    |                                                    |                                                    |